# Drosophila medioimpressa
Drosophila medioimpressa är en tvåvingeart som beskrevs av Frota-pessoa 1954. Drosophila medioimpressa ingår i släktet Drosophila och familjen daggflugor.
Artens utbredningsområde är Brasilien.